# Passionsfenster (Saint-Germain-lès-Corbeil)

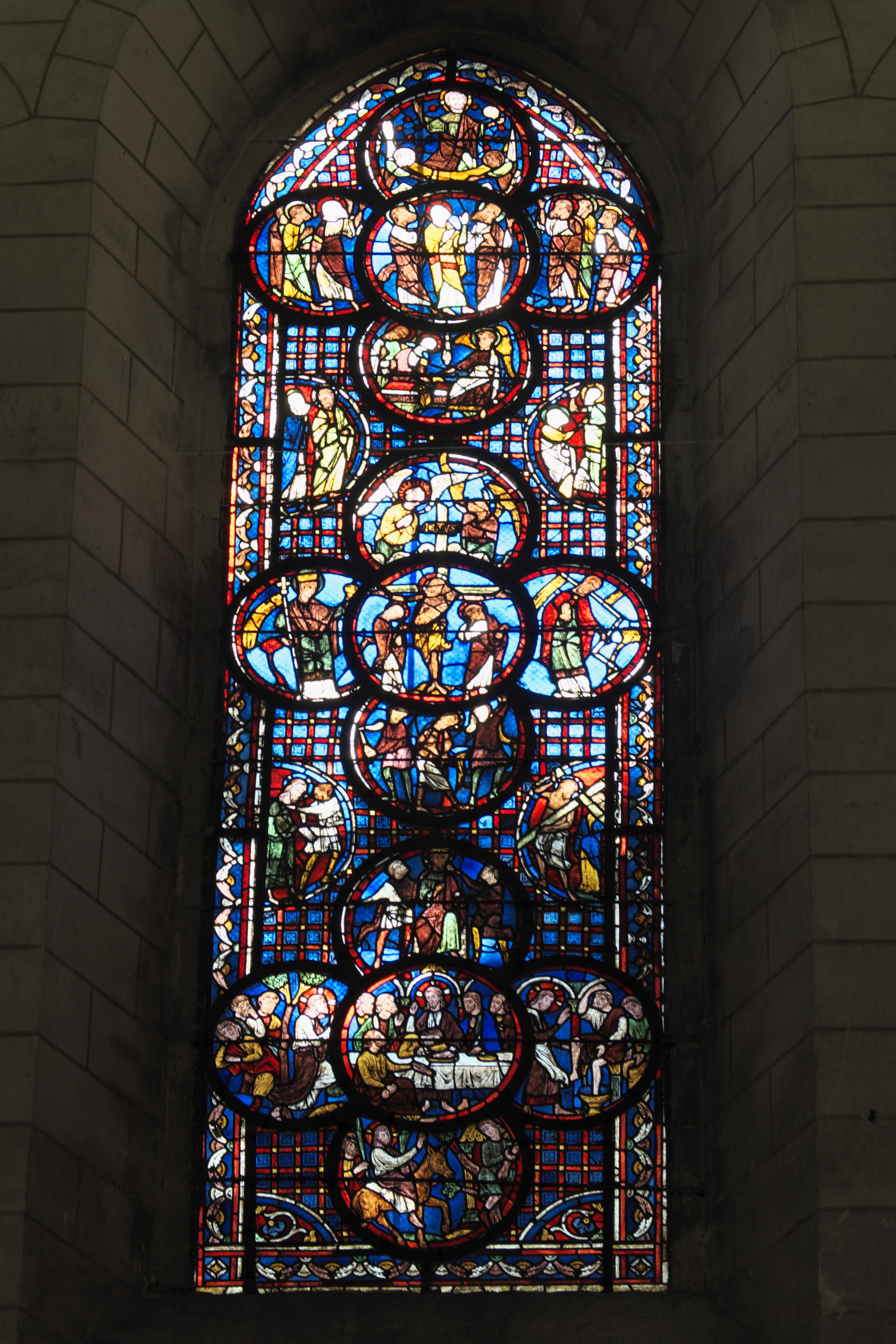
Passionsfenster in Saint-Germain-lès-Corbeil

Das Passionsfenster in der katholischen Pfarrkirche St-Vincent-St-Germain in Saint-Germain-lès-Corbeil, einer französischen Gemeinde im Département Essonne in der Region Île-de-France, wurde im 13. Jahrhundert geschaffen. Im Jahr 1908 wurde das Bleiglasfenster als Monument historique klassifiziert.
Das zentrale Fenster im Chor ist circa 4,50 Meter hoch und 1,60 Meter breit. Es wurde von einer unbekannten Werkstatt geschaffen. Es zeigt verschiedene Szenen aus dem Leben und der Passion Jesu (von unten): Einzug in Jerusalem, Fußwaschung, Letztes Abendmahl, Jesus am Ölberg, Gefangennahme, Kreuztragung u. a. 